# بوگورا
بوگورا (به لاتین: Bogra) یک منطقهٔ مسکونی در بنگلادش است که در ناحیه بوگرا واقع شده‌است. بوگورا ۶۹٫۵۶ کیلومتر مربع مساحت دارد ۲۰ متر بالاتر از سطح دریا واقع شده‌است.